# Мортен Поулсен
Мортен Поулсен (дан. Morten Poulsen; Хернинг, 9. септембар 1988) професионални је дански хокејаш на леду који игра на позицији одбрамбеног играча.
Троструки је првак Данске у сезонама 2006/07, 2007/08. и 2010/11.
Члан је сениорске репрезентације Данске за коју је дебитовао на светском првенству 2011. године.
Његов млађи брат Андерс Поулсен такође је професионални хокејаш на леду.